# Columelliaceae
Columelliaceae, biljna porodica u redu brunijolike. Ime je dobila po rodu Columellia sa sjeverozapada Južne Amerike. Drugi rod Desfontainia također je raširen po zapadnim predjelima Južne Amerike. 
Porodici pripada 7 ili 8 vrsta grmova i drveća ograničenog na Andsko područje.

## Rodovi
1. Columellia Ruiz & Pav. (4 spp.)
2. Desfontainia Ruiz & Pav.  (3 spp.)